# Коста Чохаджич
Коста Чохаджич (на сръбски: Коста Чохаџић или Kosta Čohadžić, на македонска литературна норма: Коста Чохаџиќ) е македонски сърбоманин, лекар, акушер-гинеколог, и кмет на Скопие, Кралство Югославия, от 1938 до 1939 година.

## Биография
Роден е на 10 септември 1881 година в Гевгели, тогава в Османската империя. Завършва медицина в Париж в 1910 година. На следната 1911 година се връща и работи като лекар в Гевгели, Радовиш и Скопие. В 1921 година, вече в Кралството на сърби, хървати и словенци, е назначен за шеф на Гинекологичното отделение на Държавната болница в Скопие. В 1931 година отваря Гинекологично-акушерски санаториум в Скопие, в който се правят раждания и операции. Санаториумът работи до 1941 година.
Умира в Скопие в 1960 година.